# Guille Milkyway
Guillem Vilella Falgueras (San Cugat del Vallés, 25 avril 1974), plus connu sous son nom d'artiste Guille Milkyway, est un chanteur, compositeur, DJ et producteur de musique espagnol.

## Carrière
Guille Milkyway est le leader du groupe espagnol La casa azul ; il a aussi édité deux EP en tant que Milkyway.Il a effectué des collaborations en tant que producteur ou compositeur pour un grand nombre de groupes de musique, et notamment pour des artistes, du groupe de production  Elefant Records, avec lequel a édité grande part de sa discographie. Il réalise toutes les prestations live de La Casa Azul autant en Espagne qu'au Japon ou en Corée du Sud. Il mix aussi régulièrement comme DJ dans des clubs de pop indépendant de Barcelone.
Il a composé des jingles de campagnes de publicités célèbres, comme  j'Aime Laura (Les Happiness) de MTV l'Espagne, la campagne internationale du téléphone mobile Samsung Z240 (dont la chanson -Un monde meilleur- figure sur le disque la revolucion sexual de La Casa Azul ou balance-le Nesquik (2008) ou encore Nesquik Quick Generation (2012) pour Nestlé.
Il a réalisé diverse incursions en télévision aussi bien pour réaliser des génériques (pour le programme Zone Disney de TVE, ou la bande sonore de la série Gominolas en 2007 ou encore en 2008, les illustrations sonores du programme Els 25 de la télévision autonome catalane TV3 qui célébrait les 25 ans de son émission.
En 2008 Guille Milkyway, avec son projet musical La Casa Azul a candidaté pour représenter l'Espagne à l'Eurovision, au travers du programme Sauvons l'Eurovision, où il est arrivé troisième.
Depuis la saison 2008/09, l'artiste collabore avec un espace de recommandations musicales dans les programmes radiophoniques Le jour de COM Ràdio et Le món de RAC1, les deux émissions dans le milieu catalan. A l'occasion du dixième anniversaire de la station RAC1, Guille offre une chanson pour la célébrer, Superherois.
Guille Milkyway a gagné en 2010 le 26e  #Prix Goya à la meilleure chanson originale pour Yo Tambien, du film homónima.
En 2011 il a composé la bande sonore pour la série de dessins animés enfantin Jelly Jamm.
En 2013 il produit le disque En Libertad  que réinterprète les succès du chanteur Nino Bravo.
De 2013 et 2014 il a officié comme juré dans le concours de chant choral Oh happy day de TV3.
En 2017 il s'unit à Opération je Triomphe comme professeur en culture musicale.

## Discographie deMilkyway
- Maquettes (EP) - 1995
- In love (EP) - Annika Records, Barcelone. 2002
- Up, up and away (Home Donnions 1993-2002) (LP) - 2012
- Vull savoir-ho tot de ton - 2008
- Superherois - 2009
- Yo, tambien - 2009 (BO du film éponyme)
- How many days in forever  - 2011
- El que val la pena de veritat  - 2013

## Discographie de «La Casa Azul»
Lire l'article détaillé discographie de la Casa Azul

### Album
- El sonido efervescente de la casa azul EP 10"/CD (Elefant, 2000)
- Tan simple como el amor LP 12"/CD (Elefant, 2003)
- El sonido efervescente de la casa azul (reedición del EP + temas extra) CD (Elefant, 2006)
- La revolución sexual LP 12"/CD (Elefant, 2007)
- La Nueva Yma Sumac (Lo que nos dejó la revolución) LP (Versions de "La revolución Sexual" en studio + Versions live + Versions d'autres chanteurs, interprétées durant la tournée La revolución sexual). (Elefant, 2009).
- La Polinesia Meridional LP 12"/CD (Elefant, 2011)
- La Gran Esfera LP 12"/CD (Elefant, 2019)

## Discographie en tant que producteur
- Now that we are alone de Fine! - Barcelona 2001
- Contando historias de Cola Jet Set - Subterfuge, Madrid. 2004
- Melodrama de Corazón - Elefant Records, Madrid. 2005
- Villa Flir de Kiki d'Akí - Siesta Records, Madrid. 2006
- Al Galope de Las Escarlatinas - Siesta Records, Madrid. 2008
- Cuatricromía de Fangoria - Warner Music Spain, Madrid. 2013
- En Libertad de Nino Bravo - Universal Music Spain, Madrid. 2013
- Canciones para robots románticos de Fangoria - Warner Music Group, Madrid. 2016
- Extrapolaciones y dos preguntas de Fangoria - Warner Music Group, Madrid. 2019

## Prix et reconnaissances
| Édition | Chanson   | #Prix                                 | Résultat |
| ------- | --------- | ------------------------------------- | -------- |
| XXIV    | Moi aussi | Goya à la meilleure chanson originale | Gagnant  |